# Buturugeni
Buturugeni es una comuna ubicada en el distrito de Giurgiu, Rumania.

## Superficie
Cuenta con una superficie de 44,57 kilómetros cuadrados.

## Demografía
Hasta 2021 la población era de 4283 habitantes, con una densidad de población de 96,10 habitantes por kilómetro cuadrado.